# Saint-Manvieu-Norrey
Saint-Manvieu-Norrey é uma comuna francesa na região administrativa da Normandia, no departamento Calvados. Estende-se por uma área de 8,28 km². Em 2010 a comuna tinha 2 029 habitantes (densidade: 245 hab./km²).